# Університет Авіньйона і Воклюза
Університет Авіньйона і Воклюза (скор. Університет Авіньйона, Авіньйонський університет, фр. Université d'Avignon et des Pays de Vaucluse) — французький університет, що належить до академії Екс-Марсель.

## Історія
На противагу Сорбонні, заснованої в Парижі французькими королями, 2 липня 1303 року папа римський Боніфацій VIII заснував у Авіньйоні університет на базі наявних медичної, теологічної шкіл та школи граматичних мистецтв. Університет складався з 4 факультетів і підтримувався з папської скарбниці. 5 травня того ж року король Сицилії і граф Провансу Карл II Анжуйський дарував університетові незалежність. Після перенесення резиденції папства в Авіньйон (1309—1377) Університет Авіньйона став стрімко розвиватися, так само як і сусідні університети в Монпельє та Екс-ан-Провансі. Однак, після повернення папства до Риму університет було обмежено в правах на користь єзуїтів та їхніх семінарій. Після французької революції всі університети у Франції були закриті за декретом від 15 вересня 1793 року.
У 1963 році в Авіньйоні було відкрито відділення Університету Екс-Марсель I (Вищий науковий центр освіти), а потім відділення й інших факультетів, які до 1972 року стали університетським центром. Незалежний Університет Авіньйона і Воклюза утворено 17 липня 1984 року.

## Структура
Нині університет має 4 факультети та 2 інститути.
- Факультети:
  - Філологічний і суспільних наук
  - Точних та природничих наук
  - Факультет прикладних наук та лінгвістики
- Університетський інститут технології
- Університетський професійний інститут